# Língua chicomucelteca
A língua chicomucelteca (ou chicomucelteco, antigamente cotoque) era uma língua maia em tempos falada na região definida pelos municípios mexicanos de Chicomuselo, Mazapa de Madero, e Amatenango de la Frontera em Chiapas, bem como em algumas áreas vizinhas da Guatemala. Tornou-se uma língua extinta algures entre as décadas de 1970 e 1980, existindo vários registos na literatura maianista apontando para a inexistência de falantes nativos. As comunidades constituídas pelos actuais descendentes dos chicomuceltecos contam cerca de 1 500 pessoas no México e 100 na Guatemala actualmente falam o espanhol.
O chicomucelteco era antigamente por vezes denominado mam caqchiquel, apesar de ser um parente muito afastado das línguas caqchiquel e mam, estando muito mais próximo do huasteco.

## História e genealogia
A língua chicomucelteca foi inicialmente documentada na literatura linguística moderna como uma língua distinta no final do século XIX, através de um relato publicado por Karl Sapper sobre as suas viagens no norte da Mesoamérica (1888-95).
A relação do chicomucelteco com o huasteco foi estabelecida no final da década de 1930 (Kroeber, 1939), que concluiu, através da comparação de listas de palavras com outras línguas maias, que esta língua possuía o maior grau de afinidade com o huasteco, relativamente aos restantes ramos das línguas maias.

### Documentação histórica
O documento mais antigo escrito em chicomucelteco que se conhece, é um documento de duas páginas datado de 1775 e encontrado na Biblioteca Nacional da França. Escrito na forma de uma confissão católica, o manuscrito contém oito frases escritas em chicomucelteco. Menciona ainda que a língua era então conhecida como "cotoque".

## Distribuição geográfica

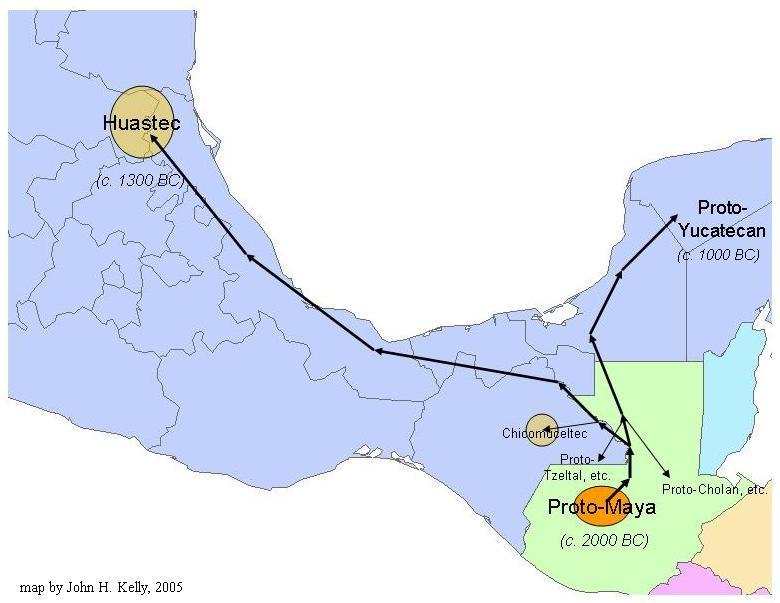
Mapa mostrando uma proposta de rota migratória, explicativa da antiga divergência entre o huasteco e o chicomucelteco a partir da "pátria" protomaia.

A distribuição geográfica do huasteco e do chicomucelteco relativamente às restantes línguas maias - com o huasteco centrado no norte da costa do golfo do México afastado das outras encontradas para sul e este do istmo de Tehuantepec - levaram Kroeber a propor também que os chicomuceltecos eram ou uma população remanescente deixada para trás após a migração dos huastecas para norte desde as terras altas de Chiapas, ou em alternativa, representavam um regresso de um subgrupo huasteco à sua antiga terra natal.

## Declínio e extinção
No início do século XX estava claro que era uma língua em declínio, e quando em 1926 Franz Termer visitou a comunidade de Chicomucelo, ele relatou haver encontrado apenas três indivíduos (todos com mais de 60 anos de idade) que podiam falar chicomucelteco, dentre uma população de aproximadamente 2 500 pessoas. Os próprios falantes de chicomucelteco falavam espanhol nas suas conversas quotidianas.